# Хаома

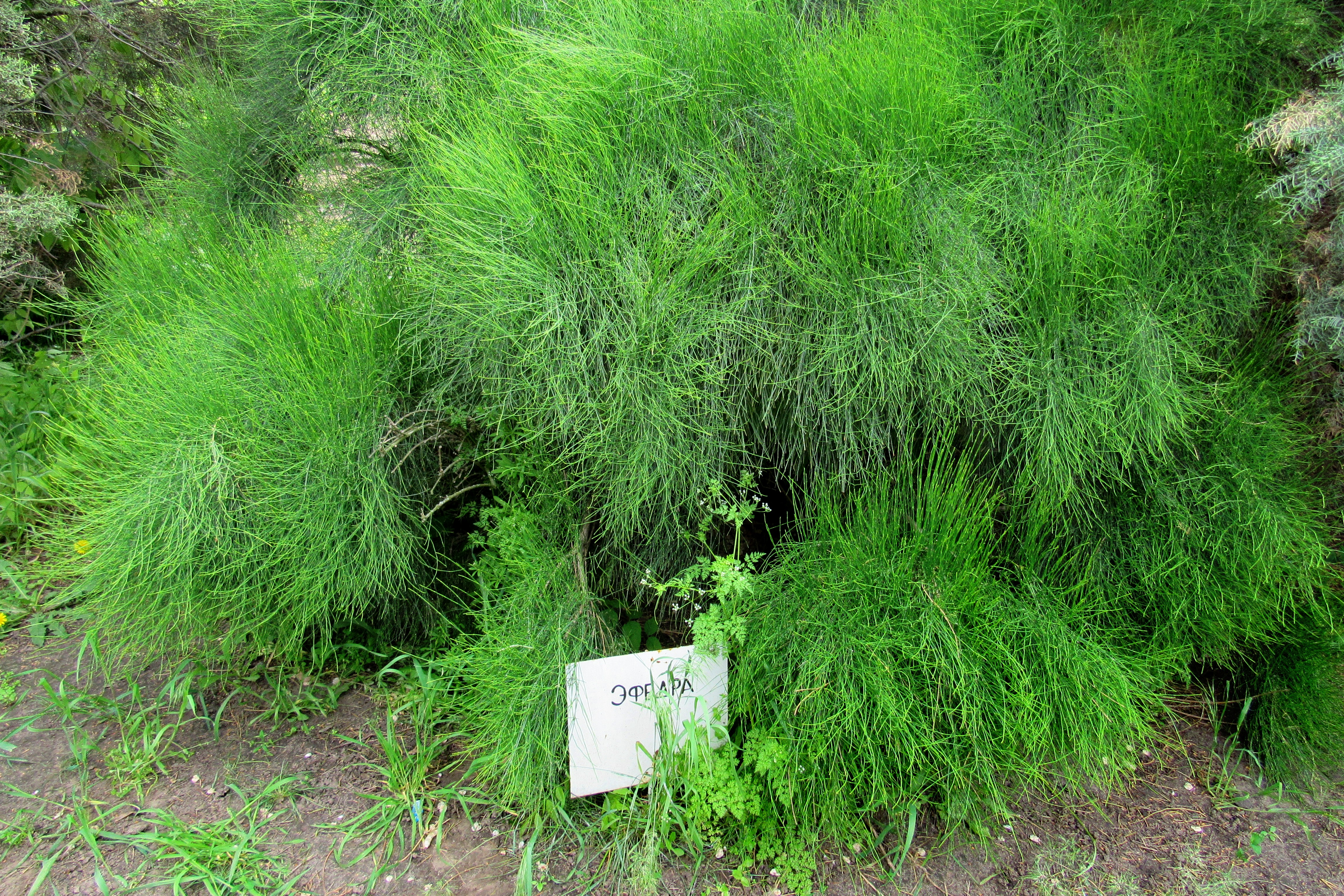
Ефедра — основний кандидат на роль давньої хаоми

Хаома (авест. 𐬵𐬀𐬊𐬨𐬀‎ haoma ; пехл. 𐭧𐭥𐭬 hōm ; перс. hōm هوم) — триєдиний образ: божественний напій, священна рослина, з якої його виготовляли, і бог — персоніфікація рослини і напою. Усі три втілення Хаоми утворюють очевидну єдність.
Найповніша інформація про хаому містяться в «Авесті», де хаомі присвячено цілу яшту «Хом-яшт» (Шанування Хаоми).

## Опис
В «Авесті», «Ясна» 9, описується, як Хаома просить Заратуштру, щоб той вичавив його попити. Віддавши хвалу Хаома, Заратуштра дізнається у нього, яку нагороду отримали ті, хто його вичавлював. Вівахванту, який першим вичавив хаому, було дано сина Йіма, який був першим зі смертних, з ким розмовляв Агура Мазда; в Атв'ї народився син Траетаона, який поразив Ажи-Дахаку; у Тріти народилися два сини: Урвахшайя, хранитель Віри і Керсаспа, який убив змія Сервару; у Пурушаспи народився Заратуштра. Таким чином, вся давньоіранська священна історія будується як результат послідовних вичавлень Хаоми.
Хаома розтирали і змішували з молоком. Отриманий напій безсмертя присвячували Агура Мазді. Момент змішування соку хаома з молоком символізував чудесне пришестя у світ Заратуштри. Культ Хаома сходить до давньоіранського періоду, образ Хаома має точну відповідність з індійським Сома (Soma).
Заратуштра виступав проти ритуального жертвопринесення биків чи корів і спалення рослини хаоми, що було допоміжним ритуалом під час жертвопринесення бика. Адже це не мало жодного стосунку до мети обряду Хаоми, що представляє серцевину зороастрійської ясна, яка, як свідчить сама назва, є безкровною «жертвою» бога Хаоми, істинно присутнього в однойменній рослині. Ясна — це і «безкровна жертва», і причастя.
Існує схожість між безкровним жертвопринесенням хаоми та аналогічним жертвопринесенням у християнській месі. У кожному з цих випадків Бог постає одночасно і жертвою, і жерцем, і в кожному випадку приношення робиться Небесному Отцю від жерця-жертви.
У пізнішому зороастрійському тексті чотири вичавлювання хаоми відповідають чотирьом пришестям Саошьянта, наприкінці часу, щоб здійснити остаточне Відновлення, коли світ повернеться до свого первісного досконалого стану всезагального безсмертя.
Ритуальний напій хаома, очевидно, символізує триєдність тваринного світу, рослин і вологи, без якої сили зла знищили б усе живе на землі.
Використання подібного напою в релігійних ритуалах було відоме також деяким скіфським і сарматським племенам.

## Порівняння хаоми та соми
Окрім встановлення спільного походження хаоми і соми та численних спроб надати цьому спільному походженню ботанічної ідентичності, мало що було зроблено для вивчення подібностей і відмінностей. Як індолог, Ян Гоубен також зазначив про роботу семінару 1999 року, присвяченого хаома-сома, що «окрім випадкових і розрізнених коментарів про схожість структур і деталей ведичних і зороастрійських ритуалів, мало що було зроблено для систематичного порівняння цих двох ритуалів».
Спостереження Гоубена важливе ще й тому, що до 2003 року не було жодного значущого порівняння культурного та сакрального розмаїття хаоми та соми, окрім порівняння ведичного божества та зороастрійської божественності, яке зробив Альфред Гіллебрандт 1891 року.
Пізніші дослідження стосувалися лише ботанічної ідентифікації протоіндоіранської sauma. Семінар Гоубена, перший у своєму роді, стосувався «природи рослини сома/хаома та соку, який видобувають з неї», а також того, що «основна тема семінару стосувалася ідентичності соми/хаоми».

## Інгредієнти

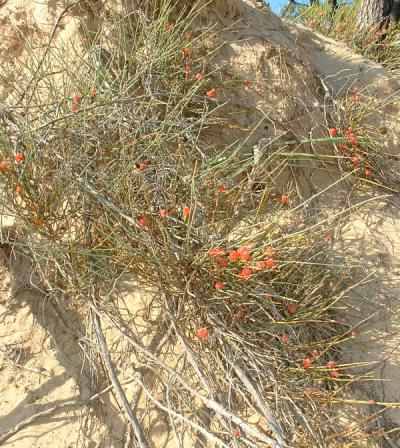
Представник роду ефедра

Сучасні послідовники зороастризму готують хаому на основі ефедри. У сучасних індоіранських мовах однокорінні слова (напр., непальськ. somalata, белудж. hum, перс. hom) позначають саме ефедру. У Тоголоці та інших храмових комплексах стародавньої Маргіани радянські археологи виявили особливі приміщення для приготування та вживання священних напоїв зі слідами ефедри та конопель, а також відповідне начиння. Нині культ Хаома, що виготовляється з ефедри, існує у персів і гебрів.
Достовірних даних про склад давньої хаоми немає. 2009 року при розкопках хуннського поховання в Ноін-Улі (Монголія) російські вчені виявили середньоазійський (можливо індоскіфський) килим із зображенням царів, священиків, воїнів, ймовірно, зайнятих приготуванням священного напою; один із них тримає гриб, який можна віднести до сімейства Строфарієвих, він має деякі схожі риси — загальний габітус, форма капелюшка, стібки по краю капелюшка, що нагадують радіальну складчастість або залишки часткового покривала, і темні вкраплення на ніжці, що можуть зображати подобу плівчастого кільця, яке набуває чорного забарвлення після висипання спор.